# 空軍軍團
空軍軍團（義大利語：Corpo Aereo Italiano）是來自義大利皇家空軍的一支軍機部隊。於1940年最後幾個月期間參加了不列顛戰役。空軍軍團與德國空軍並肩作戰，與英國皇家空軍及英國皇家海軍之艦隊航空隊交戰。

## 建立
由於義大利獨裁者貝尼托·墨索里尼堅持派遣義大利皇家空軍在不列顛戰役期間協助德國。因此，1940年9月10日，空軍軍團正式成立。 

## 戰機
空軍軍團主要使用以下之戰鬥機及轟炸機： 
•CR.42戰鬥機
•G.50戰鬥機
•BR.20轟炸機
•CANT Z.1007轟炸機

## 出擊
1940年10月24日至25日晚上，空軍軍團對英國進行了第一次空襲，18架BR.20轟炸機起飛攻擊哈里奇和菲力斯杜。並非所有飛機都找到了目標，其中有三架在事故中墜毀。
空軍軍團的第二次主要行動是在1940年10月29日，15架BR.20轟炸機在戰鬥機的護航下轟炸了拉姆斯蓋特。其中五架飛機因英軍的高射炮受損。
1940年11月11日，空軍軍團與英國皇家空軍發生一次激烈空戰，英國皇家空軍擊落了空軍軍團3架轟炸機和2架戰鬥機，並迫使另外4架轟炸機迫降，另外2架戰鬥機在著陸時被擊毀，20多名飛行員失蹤、死傷。英國皇家空軍有2架戰鬥機受到輕微損壞。
到1940年12月底，空軍軍團已經出動了97架次轟炸機，損失了3架。總共在77次夜間飛行中投下了44.87噸炸彈，其中大部分是在哈里奇上空。
從1940年10月到1941年1月，空軍軍團的戰鬥機出動了934架次（包括為113架轟炸機護航）。

## 重新部署
1941年1月初，所有空軍軍團的轟炸機和戰鬥機都重新部署。這讓空軍軍團只剩下G.50戰鬥機。1941年4月中旬，G.50戰鬥機也被重新部署。
從1941年1月到4月，空軍軍團駐紮在比利時的中隊又進行了662架次飛行。